# Meioneta resima
Meioneta resima là một loài nhện trong họ Linyphiidae.
Loài này thuộc chi Meioneta. Meioneta resima được Ludwig Carl Christian Koch miêu tả năm 1881.